# Chlorophorus separatus
Chlorophorus separatus là một loài bọ cánh cứng trong họ Cerambycidae.